# ポリ臭化ビフェニル

Structure of polybrominated biphenyls

ポリ臭化ビフェニル（ポリしゅうかビフェニル）はビフェニルに臭素原子が置換した化合物の総称である。ポリブロモビフェニル (polybrominated biphenyl) とも呼ばれ、略して PBB （ピービービー）とも呼ばれる。
分子式 C12H(10−n)Brn (1≦n≦10) で表される化合物である。
ビフェニルの臭素化により得られ、置換臭素の数や位置によって、塩素化合物であるポリ塩化ビフェニル (PCB) と同様に計算上209種の異性体が存在する。塩化アルミニウムや鉄を触媒としたフリーデル・クラフツ反応により製造される。
同じ臭素系難燃剤 (BFR) であるポリ臭化ジフェニルエーテル (PBDE) よりも毒性が高く、ミシガン州において動物の飼料に誤って混入され数百万羽の鶏が死亡する事件が起きている。自動車用の塗料、ポリウレタンフォームなどに難燃剤として添加され、過去アメリカにおいて ABS プラスチックに6臭素化の PBB を主体とする PBB 製剤を約 10% 添加していたという報告がある。
難燃メカニズムは、臭素がラジカルを捕捉することにより燃焼前段階のラジカル連鎖反応を止めることによるといわれている。
PBB は PCB の塩素が臭素に置き換わった類似の構造を持つため、脂溶性が高く生物蓄積性を有し、生物濃縮される。そのため様々な野生生物やヒトの試料からPBB が検出されてきた。しかし、ミシガンでの事件から段階的に生産が中止されている。PBB は微生物による分解には高い耐性があると考えられている一方、臭素化合物であるため光には敏感で実験条件下では速やかに光分解される。熱分解に関する研究では酸素存在下の燃焼実験でダイオキシンと同様の毒性を有するといわれる臭化フランの形成が確認されている。
試験管内での代謝試験では PCB と同様の代謝経路をたどると推測され、ヒトにおける6臭素化体（2,2',4,4'5,5'-ヘキサブロモビフェニル）の半減期は8から12年と算出されている。
PBDE の毒性に関する報告は少ないが急性毒性は低いと考えられる。職業暴露を受けた集団に関する研究では、甲状腺機能の低下が報告されている。
製剤の情報はファイアーマスターと呼ばれるミシガン事件州での事件で誤って餌に混入された製剤に関するものが多い。ファイアーマスターは製造バッチにより異性体組成が異なるが、6臭素化体が 60%–80% を占めるといわれている。
PBB は RoHS 指令において規制の対象となっており、中国では現在作成中の中国版RoHSの対象になっている。